# Les 3 Luxembourg
Pour les articles homonymes, voir Luxembourg (homonymie).
Les 3 Luxembourg est un cinéma indépendant d'Art et Essai situé au 67, rue Monsieur-le-Prince dans le 6e arrondissement de Paris. C'est le premier « complexe » de Paris au sens actuel.

## Histoire
Après des restructurations d'un ancien restaurant, le cinéma est inauguré le 16 décembre 1966 sous le nom de Les Luxembourg, la salle devient la première de Paris à bénéficier du label Art et Essai tout en constituant un complexe au sens moderne avec ses trois salles superposées,. En 1968, il accueille les États généraux du cinéma et projette les films d'une cinquantaine de cinéastes amateurs sur les évènements de mai 1968.
Après avoir été gérée de nombreuses années par Charles Rochman, la salle a fait partie du réseau de salles Olympic de Frédéric Mitterrand sous le nom d'Olympic-Luxembourg de 1983 à 1986, puis est entièrement rénovée en 1986 pour être modernisée. Depuis les années 1990, la salle est gérée par la société Cinépoque (dirigée par Gérard Vaugeois puis par sa femme Anne Vaugeois) qui a changé de propriétaire le 30 juin 2012, et est depuis exploitée par une jeune équipe.
En 2007, dans son roman Baisers de cinéma, Éric Fottorino place ce cinéma comme un élément central dans la vie de son personnage principal.

## Accès
Les Trois Luxembourg est accessible par la station de métro de la ligne 4 et 10 Odéon.